# Воронков, Николай Александрович
Никола́й Алекса́ндрович Воронко́в (1923 — нет данных) — советский футболист и тренер, играл на позиции нападающего.

## Карьера

### Игровая
Начал карьеру в московском клубе «Буревестник», затем играл за московский «Спартак», проведя лишь одну игру в составе «красно-белых», с которым занял 8-е место в высшей лиге чемпионата СССР, и клуб «Калев», за который забил 1 гол.
В 1949 году выступал за «Локомотив», заняв с командой 11-е место, а через год вернулся в «Калев», откуда перешёл в «Буревестник» из Кишинёва, проведя 26 матчей в чемпионате (4 гола) и один в кубке СССР (1 гол). Завершил карьеру Воронков в клубах города Молотов.

### Тренерская
Работал тренером в клубах «Металлист» Калининград c 1960 по 1964 год и «Рыбак» в 1968 году.